# تشونغ
تشونغ (بالصينية: 吴忠市 )‏ هي مدينة على مستوى محافظة، في جمهورية الصين الشعبية، تتبع نينغشيا، تبلغ مساحتها 20,200 كيلومتر مربع، رمزها البريدي هو 751100.

## التقسيمات الإدارية
- لِتْو ٿُو‎ [الإنجليزية]‏
- Hongsibu, Wuzhong [الإنجليزية]‏
- Yanchi County [الإنجليزية]‏
- ﺗْﻮسٍ ﺷِﯿًﺎ [الإنجليزية]‏
- كينجتونغشيا.